# Biblioteca Pública General San Martín
La Biblioteca Pública General San Martín, popularmente conocida como Biblioteca San Martín, es la principal y más importante de la provincia de Mendoza. Creada en 1822, se considera una de las más antiguas de la Argentina y cuenta con un acervo bibliográfico de casi 130 000 libros, archivos y materiales de lectura.
Ubicada en el centro de la Ciudad de Mendoza, más precisamente en la Alameda, esta institución ofrece además de los servicios de préstamo de libros y lectura en sala, diversas actividades culturales y educativas complementarias que aportan invariablemente al crecimiento y desarrollo cultural de la provincia.
Es de carácter público y totalmente gratuito, tanto para los servicios bibliotecarios como las actividades de extensión cultural.

## Historia
Los orígenes de la Biblioteca San Martín se remontan a principios del siglo XIX, más precisamente hacia los primeros meses de 1814, cuando el general José de San Martín como gobernador-intendente de Cuyo, propició la creación de una biblioteca que sirviera al pueblo mendocino, por lo que incluso en 1818 donó parte de su colección bibliográfica personal, a la vez que ese mismo año adquirió dos terrenos ubicados frente a la Alameda para edificar su vivienda y radicarse definitivamente en Mendoza.

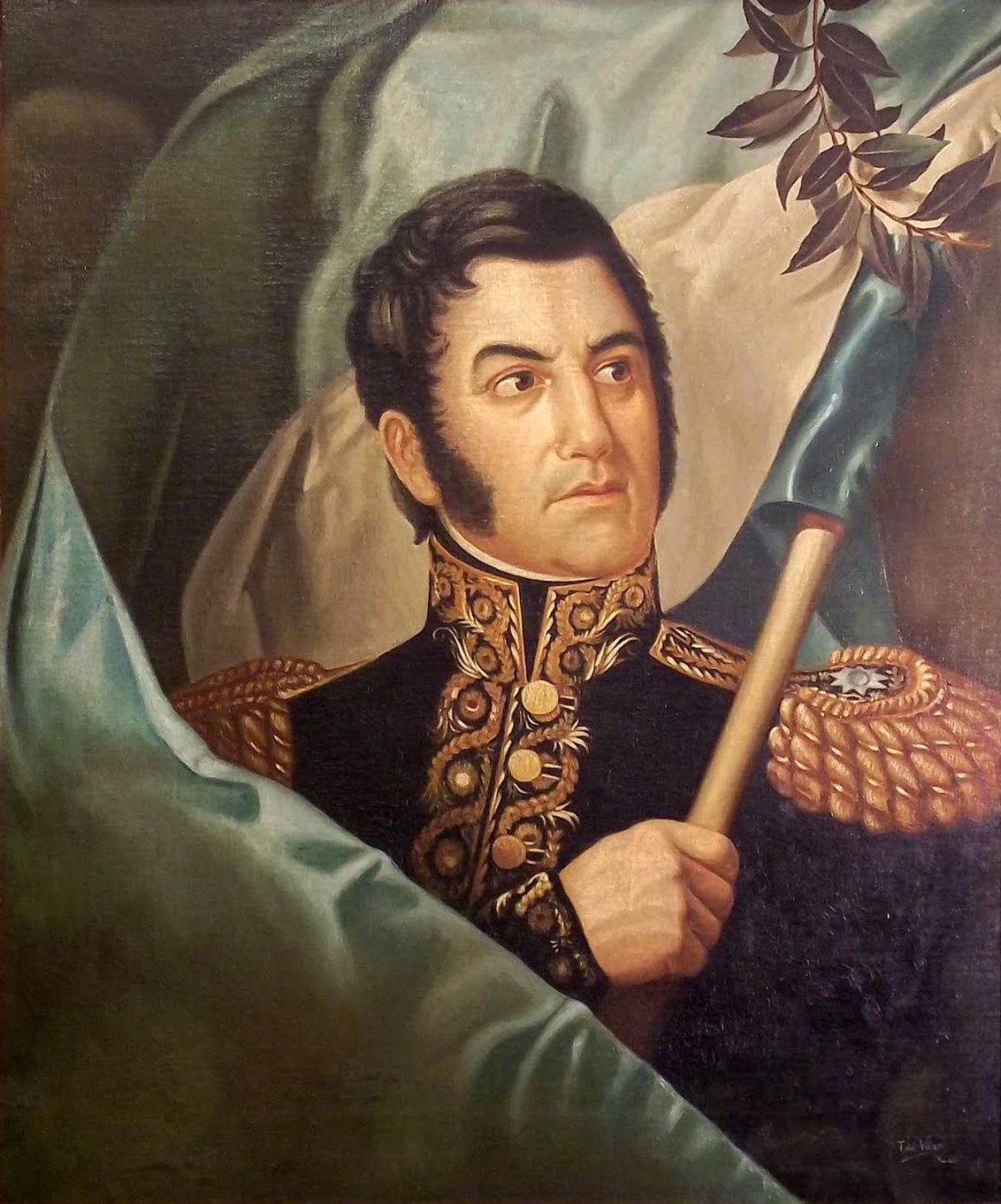
José de San Martín fue el primer impulsor de una biblioteca pública en Mendoza durante su gobierno como intendente de Cuyo.

Recién el 9 de julio de 1822, se oficializó la Sociedad Biblioteca Mendocina, cuyo primer titular fue Agustín Delgado, reuniendo gracias a la voluntad de vecinos ilustres de la ciudad alrededor de un millar de volúmenes.
Se considera que su creación correspondía a las ideas ilustradas de la época, marcadas por la reciente independencia y los intentos de organización nacional. Asimismo, este hecho estuvo asociado con la implementación de las tendencias liberales en el terreno político, que tuvieron su expresión con la presidencia de Bernardino Rivadavia y su correlato en el gobierno provincial de Mendoza que se instaura a partir de la década de 1820, el cual fue acompañado de un movimiento intelectual que promovió una serie de iniciativas orientadas por estas corrientes de pensamiento.
Sus primeras décadas de vida estuvieron marcadas por muchas vicisitudes, entre ellas los perjuicios que acarrearon las guerras civiles entre unitarios y federales, y las secuelas del terremoto que destruyó gran parte de la ciudad de Mendoza en 1861 y llevó al desmembramiento de las colecciones de libros existentes o directamente el extravío de volúmenes significativos.
El 24 de mayo de 1871, siendo gobernador Arístides Villanueva y bajo los auspicios de la sociedad “Amigos de la Instrucción Popular” de la que era presidente Franklin Villanueva, tuvo lugar en los salones de la Superintendencia de Escuelas la (re)inauguración de la biblioteca pública, que adoptó definitivamente el nombre San Martín, y a la que sirvieron de base los volúmenes salvados luego del terremoto.
Luego de algunas marchas y contramarchas y cambios de sede, en 1950 el gobierno provincial expropió las propiedades que se levantaban en los antiguos terrenos del general San Martín -que habían sido vendidos por su hija Mercedes en 1871, y finalmente el 17 de septiembre de 1956 se inauguró en ese solar el flamante edificio de la Biblioteca Pública General José de San Martín y el museo del mismo nombre, siendo este último fundado y atendido por la Asociación de Damas Pro Glorias Mendocinas, y cuya construcción estuvo a cargo del arquitecto Aniceto J. Puig.

## Colecciones

### Joyas bibliográficas
La Biblioteca San Martín atesora una colección de libros antiguos y raros, denominada Joyas Bibliográficas, compuesta por obras literarias editadas entre los siglos XVI y XIX que se encuentra al resguardo en una sala especialmente acondicionada para su preservación y custodia. Además, se incluyen en este sector aquellos diarios gráficos impresos en el siglo XIX.
El libro más antiguo es Concordancia entre el Antiguo y Nuevo Testamento, editado en Venecia en 1602 y escrito en latín. A más de 400 años de su publicación, este ejemplar presenta un excelente estado de conservación gracias a la alta calidad de sus hojas, encuadernado e impresión, además de las técnicas modernas de preservación.
Asimismo, la colección posee cuatro ejemplares exlibris que pertenecieron a José de San Martín, es decir, que poseen en primera página sello identificatorio del primer gobernador intendente de Cuyo. Lo más probable es que San Martín haya destinado muchos libros de su propiedad a la biblioteca pública, pero se cree que algunos quedaron en Chile y otros se perdieron en el terremoto de 1861.
Muchos de los libros antiguos que se atesoran fueron donados hace más de un siglo por personalidades muy importantes de Mendoza, como Tomás Godoy Cruz y Martín Zapata, y figuras nacionales como Manuel Belgrano y Domingo Faustino Sarmiento.

### Biblioteca de Autores Locales (BAL)
Ubicada en el primer piso, esta colección que supera los 8000 ejemplares posee la mayor cantidad de libros escritos por autores mendocinos o que desarrollaron su carrera profesional en la provincia.
Asimismo, el acervo bibliográfico de la BAL, cuya sala de lectura lleva el nombre del escritor Juan Draghi Lucero, está compuesto por una serie de ficheros que resguardan información sobre diversos temas, instituciones y personalidades vinculadas a Mendoza. También presenta mapas, imágenes y contenido audiovisual, todo disponible para la consulta de investigadores y público en general.
Cabe destacar además la presencia de álbumes referidos a la provincia editados a principios del siglo XX.

### Hemeroteca menor

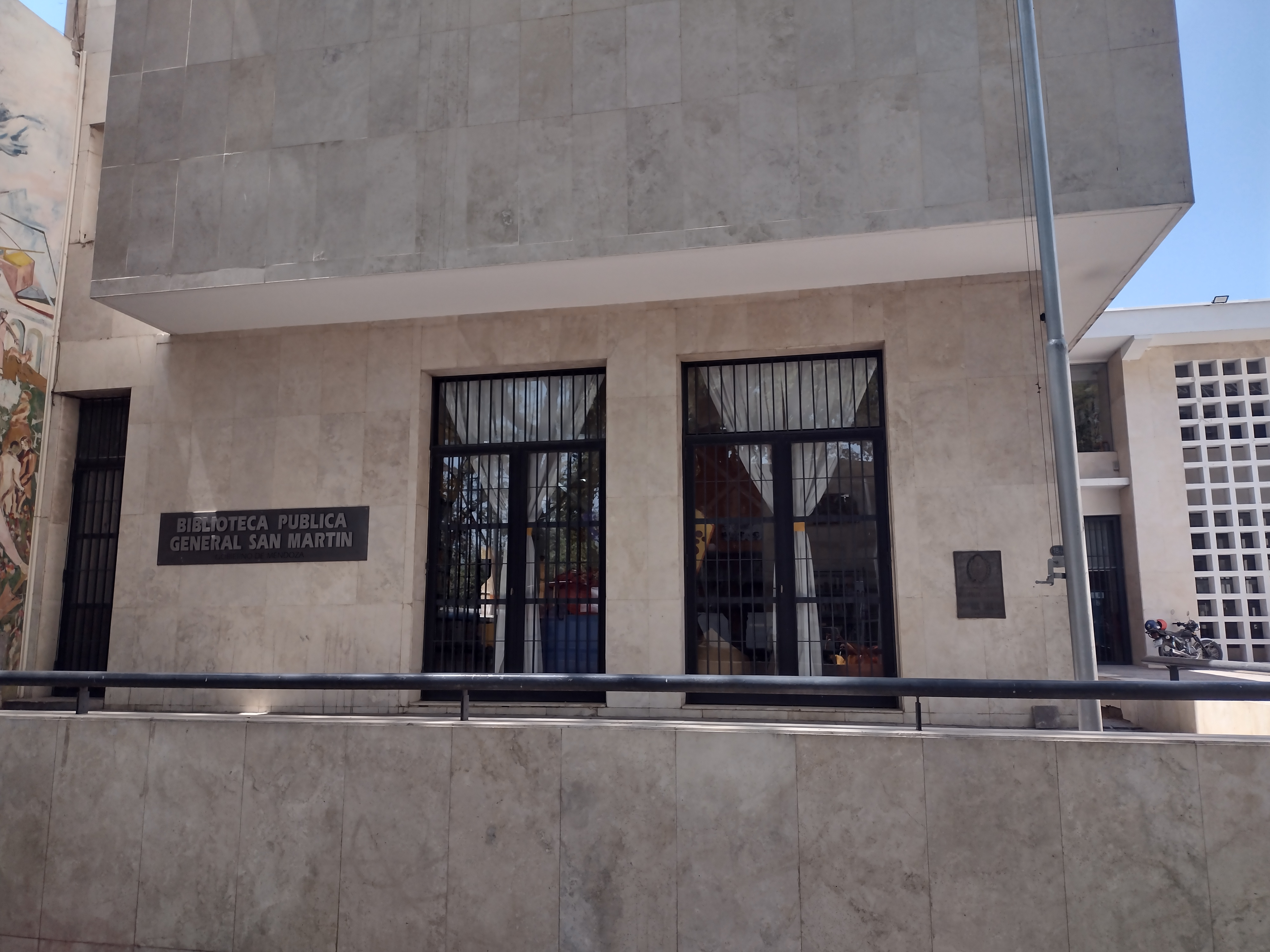

Considerada como la más grande de Cuyo y una de las más completas del país, este sector resguarda más de 2500 títulos compuestos por revistas, fascículos, álbumes, atlas, anuarios, documentos y demás materiales similares, que almacenan infinidad de temas y componen una fuente de conocimiento fundamental para los investigadores.
Entre las colecciones más importantes que atesora la hemeroteca menor están las revistas Caras y Caretas, Fray Mocho, National Geographic (desde 1940), Plus Ultra, El Gráfico, Capítulo y Sur, entre otras. También posee un archivo de boletines oficiales y sus antecesores, los registros oficiales.

### Hemeroteca mayor
En tanto, la colección de la Hemeroteca mayor está compuesta por más de 300 títulos de diarios provinciales y nacionales editados desde mediados del siglo XIX hasta la fecha.
Destacan entre esos títulos las colecciones provinciales de Los Andes, Uno, La Palabra, Mendoza, Tiempo de Cuyo, La Victoria y Andino, entre otros. En cuanto a las nacionales, sobresalen la de los diarios La Nación, Clarín y La Prensa.
La mayor parte de los diarios son almacenadas en una sala apropiada con estanterías altas y espaciosas, y están ordenadas y catalogadas por título y año de publicación. Tras clasificar y ordenar los ejemplares, se cosen los cuadernillos por mes y luego son encuadernados con tapas duras. Es una técnica lenta y cuidadosa, que permite una mejor conservación del material.

### Biblioteca Infantil y Juvenil “Merceditas”
Fundada en la década de 1960, la sección de literatura para niños, niñas y adolescentes posee un acervo compuesto por más de 12 000 ejemplares, distribuidos en un amplio salón acondicionado especialmente para las lecturas de los más pequeños. A su vez, la sala cuenta con una ludoteca y con materiales de librería para que los pequeños visitantes puedan expresarse libremente.

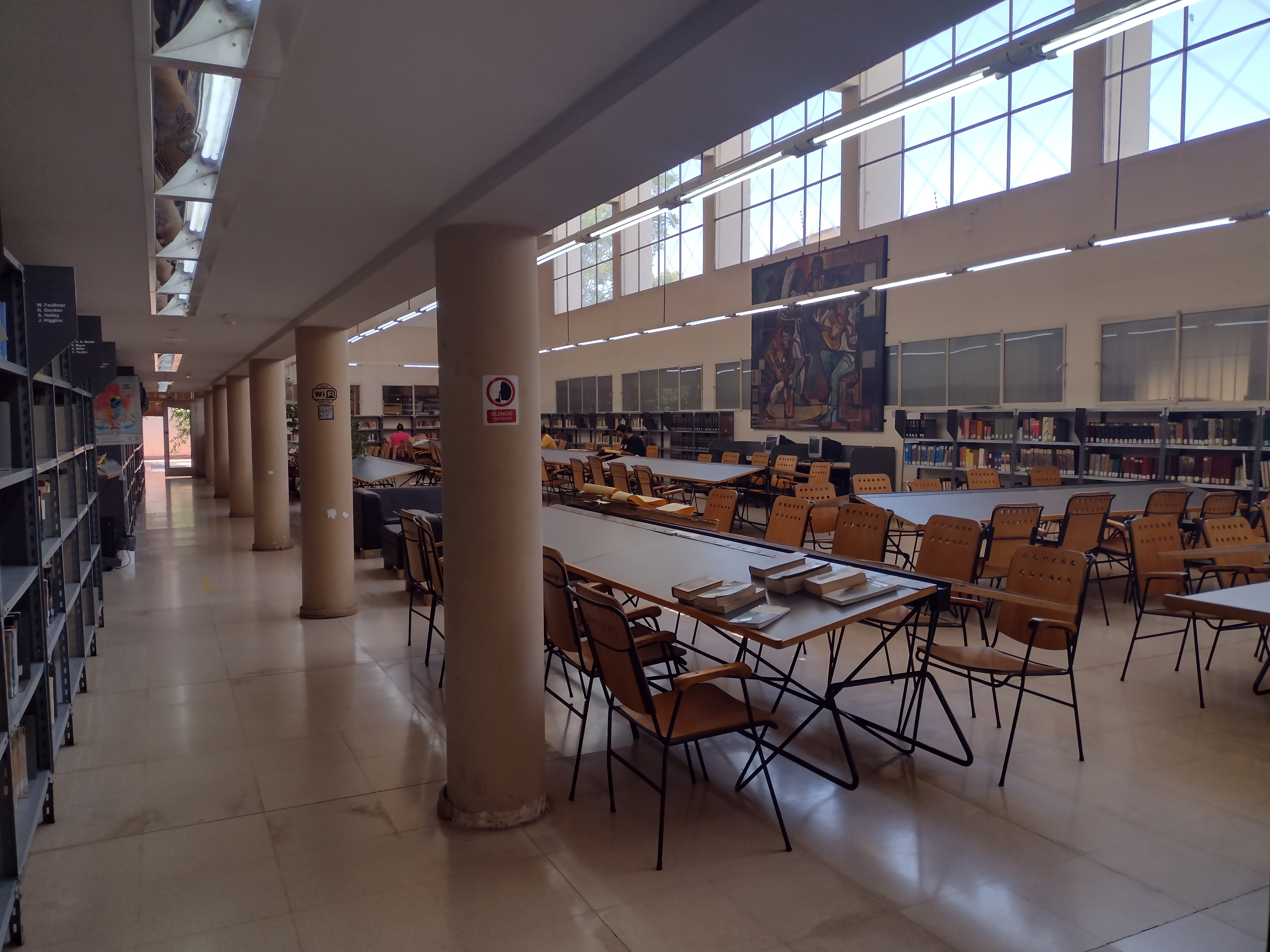
Sala "Manuela Mur"

### Biblioteca de Lenguas Extranjeras (BLE)
Con alrededor de 3000 ejemplares, esta biblioteca atesora una importante colección de títulos editados en idiomas inglés, francés, italiano, alemán, portugués, sueco y guaraní.
Uno de sus principales atractivos es la variada serie de obras de Mafalda, la popular historieta creada por Quino, que está presente en la BLE en cinco idiomas.

### Fondo general
Este sector presenta más de 40 000 libros sobre literatura argentina, latinoamericana e internacional, en su gran mayoría disponibles para el préstamo a domicilio y la consulta en la sala “Manuela Mur”, que cuenta con una capacidad para 100 personas. Parte de esta colección, fundamentalmente la que corresponde a literatura de ficción norteamericana y europea, se encuentra bajo el sistema de ‘estantería abierta’, es decir que los usuarios pueden retirar directamente el ejemplar.